# Фестивал 84
Фестивал 84 био је музички фестивал у организацији тима који стоји иза Exit фестивала у Србији. Његово дебитантско издање одржано је оид 15. до 18. марта 2018. на локацији скијалишта Јахорина, уз присуство 20.000 људи. Отказано је 14. фебруара 2019. из административних разлога ван контроле организатора.
Планина Јахорина је 1984. била дом 14. Зимских олимпијских игара и тако инспирисала назив Фестивала 84, како омаж локацији, тако и олимпијским идејама мира и толеранције, с обзиром на то да је фестивал окупио бројне посетиоце са подручја Балкана.
Фестивал 84 организовао је Exit тим, који такође организује још пет фестивала укључујући и Sea Dance Festival у Црној Гори.

## Кључне бине
Фестивал 84 имао је укупно пет бина. Olympic Main Stage је током вечери представљао хедлајнере фестивала, док је Vučko Main Daily Stage угостила дневне извођаче. Бине под називом Аддико Јумп Стаге и Свитцх Стаге донеле су дневне журке, а Супер Г Афтерпарти Стаге је био резервисан за афтерпартиес.

## Фестивал по години
| Година | Датуми       | Број присутних | Главни извођачи                                | Остали                                                         |
| ------ | ------------ | -------------- | ---------------------------------------------- | -------------------------------------------------------------- |
| 2018   | 15.-18. март | 20000          | Сигма, Асиан Дуб Фоундатион, Јорис Воорн, Умек | Махмут Орхан, Bad Copy, Van Gogh, Бурак Јетер, Filatov & Karas |